# 市川門之助 (8代目)
八代目 市川門之助（はちだいめ いちかわ もんのすけ、1959年（昭和34年）9月24日 - ）は歌舞伎役者。屋号は瀧乃屋。定紋は四ツ紅葉。歌舞伎名跡「市川門之助」の当代。

## 人物
父は先代門之助で、二代目猿之助や七代目尾上菊五郎の一座で活躍した名脇役。祖母（父の養母）は初代市川左團次の娘で、二代目市川齊入は遠縁にあたる〔齊入の曾々祖父である初代齊入（初代右團次）が門之助の曾々祖父・左團次の弟〕。このため市川左團次家とも縁戚関係にはないが関係がある。
1969年（昭和44年）2月、歌舞伎座『義経千本桜』鮨屋の六代君ほかで二代目市川小米を名乗り初舞台。
1990年（平成2年）10月に父・七代目門之助が急逝。2か月後の同年12月に三代目猿之助（現・二代目猿翁）が後見となり歌舞伎座『義経千本桜』「四の切」の九郎判官義経ほかで八代目市川門之助を襲名、同時に名題昇進。
父である先代も女形・立役を問わず演じたが、自身も二枚目からどっしりとした敵役、若女形、老婆まで幅広くこなす。演目も時代物、世話物、新作歌舞伎とジャンルを問わない。面長で古風な顔立ちで品位があり、どんな役でも風情を漂わす。
義経を当たり役としている「四の切」に2010年代だけでも義経のほか「静御前」「駿河次郎」などで度々出演している事実だけでもその芸の幅の広さがうかがい知れる。
三代目猿之助のスーパー歌舞伎（および四代目猿之助のスーパー歌舞伎Ⅱ）には、1986年のヤマトタケル初演時に前名の小米で出演（琉球の踊り子／クロマルほか）して以来、今日まですべての作品に皆勤で出演している数少ない出演者である。
ハワイ州立大学の演劇部歌舞伎プロジェクトに参画し学部生の授業やオープン講座を行っている。
妻は大学で英語を教えている。門之助のブログには英語訳が併記されているが、これは妻によるもの。
姉が二人おり、上の姉は元女優で十一代目市川高麗蔵の妻である市川八重、下の姉は元宝塚女優の彩辰美（63期）。
伝統歌舞伎保存会会員。

## 受賞歴
- 1972年（昭和47年）国立劇場奨励賞
- 1990年（平成2年）歌舞伎座奨励賞

## 主な出演
- 歌舞伎（度々演じているなど代表的なもの）
  - 『競伊勢物語（はでくらべいせものがたり）』の在原業平・豆四郎の二役
  - 『芦屋道満大内鑑』「葛の葉」 - 安倍保名[5]
  - 『義経千本桜』「鮨屋」 - 弥助
  - 『夏祭浪花鑑』 - お梶
  - 『源平布引滝』「実盛物語」 - 九郎助娘小万
  - 『鬼揃紅葉狩』 - 将軍平維茂
- スーパー歌舞伎
  - 「ヤマトタケル」 - 皇后・姥神（かつては父・七代目門之助が勤めていた）
  - 「リュウオー」 - 漁師タラシ
  - 「オグリ」 - 横山家の次男家兼・近江屋の女郎空蝉(1991-2年）、横山家の嫡男横山家継・薬師如来（1998年）鷹乃・薬師如来（2019年・新版オグリ）
  - 「八犬伝」 - 犬飼現八
  - 「カグヤ」 - 大倉成道・ヒナ
  - 「オオクニヌシ」 - ウムガイ・ウタリヒコ
  - 「新・三国志」 - 陸遜
  - 「新・三国志Ⅱ」「新・三国志Ⅲ」 - 彩霞
  - 「空ヲ刻ム者」 - 長邦
  - 「ワンピース」 - 大参謀つる

### 映画
- シネマ歌舞伎
  - ふるあめりかに袖はぬらさじ（2008年） - 思誠塾松本
  - 天守物語（2011年） - 舌長姥
  - 海神別荘（2011年)  - 博士
  - ヤマトタケル（2013年） - 皇后
  - ワンピース（2016年） - つる
  - 東海道中膝栗毛＜やじきた＞（2017年） - アラブの石油王亜刺比亜太
  - 東海道中膝栗毛　歌舞伎座捕物帖（こびきちょうなぞときばなし）（2018年） - 鷲鼻少掾